# 丁觀鵬
丁觀鵬（?—?），順天府（今北京市及周边）人。

## 生平
雍正四年（1726年）进入宫廷，與弟丁觀鶴供奉於南薰殿。早年向郎世寧、王致誠學習，融貫中西，重視立體感；乾隆朝擢「一等畫畫人」，善繪道釋人物，亦擅於山水，風格近似丁雲鵬。
乾隆十三年（1748年）作《乞巧图》。乾隆十九年（1754年）嘗仿顧愷之繪《洛神圖》。乾隆二十六年（1761年）作《无量寿佛图》。乾隆三十二年（1767年）奉命畫《法界源流圖卷》。乾隆三十五年（1770年）八月作《说法图》。又與陳枚、孫硝合作《丹台春曉圖》。
作品近二百件。傳世作品有《太平春市圖》等。